# Podmiot zbiorowy (literatura)
Podmiot zbiorowy – rodzaj podmiotu lirycznego, który wypowiada się w imieniu jakiejś zbiorowości (np. narodu, grupy społecznej, pokolenia). 
Podmiot zbiorowy w wierszu można rozpoznać po liczbie mnogiej zaimków ("Zyszczy nam, spuści nam" – Bogurodzica) i czasowników ("pójdziemy dalej księżycem" – Krzysztof Kamil Baczyński Drogi nocne).